# 对面山 (舟山)
29°41′27″N 122°13′58″E / 29.690886145967184°N 122.23268508911133°E
对面山，又名对江山、对门山，是浙江省舟山群岛南部的一个岛屿，隶属于舟山市普陀区六横镇。

## 地理
岛屿西近六横岛，呈长形，东西长1.8公里，南北宽70米，陆域面积0.69平方公里，包括潮间带的总面积为0.97平方公里，海岸线长5.27公里，最高点对面山海拔122米。

## 人口和行政
原设1个行政村，现已撤消，属悬山社区的悬山中心村，该社区（村）的驻地位于元山岛。2000年人口普查时有人口120人，年末户籍人口为343人，为严重流出区。

## 社会
2007年由六横岛到对面山的电力架空线架设完毕。